# Deutsches Symphonie-Orchester Berlin

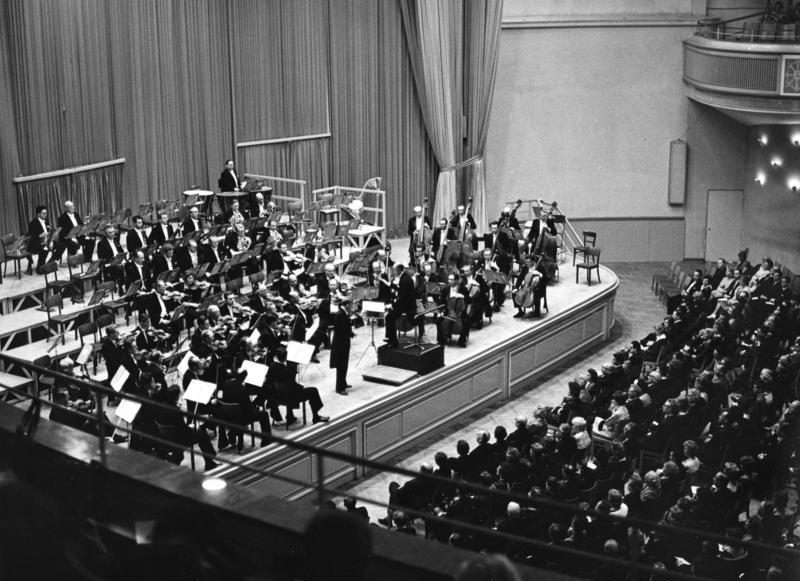
Radio Symphonie Orchester Berlin, predecesoarea orchestrei de azi în 1961

Orchestra simfonica germană din Berlin sau Deutsches Symphonie-Orchester Berlin (DSO Berlin) este o orchestră germană creată în 1946. 

## Dirijori
- Ingo Metzmacher (2007–)
- Kent Nagano (2000–2006)
- Vladimir Ashkenazy (1989–1999)
- Riccardo Chailly (1982–1989)
- Lorin Maazel (1964–1975)
- Ferenc Fricsay (1959–1963)
- Ferenc Fricsay (1948–1954)